# 소수림왕
소수림왕(小獸林王, ? ~ 384년 음력 11월, 재위 : 371년 음력 10월 ~ 384년 음력 11월)은 고구려의 제17대 국왕이다. 소해주류왕(小解朱留王) 또는 해미류왕(解味留王)이라고도 한다. 티베트계 저족이 세운 국가인 전진(前秦)으로부터 불교를 수용하고 태학을 설립하였으며 율령을 반포하는 등 국가 체제를 정비하여 고구려 전성기의 기틀을 마련하였다.

## 생애

### 탄생과 즉위
고국원왕(故國原王)의 아들로 태어났으며 어머니는 누구인지 알 수 없다. 이름은 구부(丘夫)이며, 신체가 장대하고, 웅대한 지략이 있었다고 한다. 355년(고국원왕 24년) 1월 태자에 책봉되었다.
371년(고국원왕 40년) 10월, 백제 근초고왕과의 전투에서 부왕인 고국원왕이 전사하자 뒤를 이어 즉위하였다.

### 치세

#### 불교 수용
372년(소수림왕 2년) 6월, 전진(前秦)의 왕 부견(苻堅)이 사신과 함께 승려 순도(順道)를 파견하여 불상과 경문을 전함으로써 고구려에 처음 불교가 전래되었으며, 2년 후 374년에는 아도(阿道)가 들어와 불도를 전하했다.
소수림왕은 375년 초문사(肖門寺)를 창건하여 순도를 머물게 하였으며, 또 이불란사(伊弗蘭寺)를 창건하여 아도를 머물게 하는 등 전진(前秦)과 평화적 관계를 수립하는 동시에 불교를 수용하고 보급하는 정책을 펼쳤고, 또한 불교를 호국사상으로 삼았다.

#### 태학 설립과 율령 반포
귀족 자제들의 유학 교육기관으로 태학(太學)을 설립하여 유교적 정치이념에 충실하고, 중앙집권적 정치제도에 적합한 관리를 양성하였으며, 373년에는 율령을 반포하여  국가통치와 사회질서 유지를 위한 규범을 갖추었다. 소수림왕의 이와 같은 체제 정비 사업을 기반으로 고구려는 광개토대왕 시대에 들어 전성기를 누릴 수 있게 되었다.

#### 대외 관계
백제와의 평양성 전투에서 부왕 고국원왕을 잃은 소수림왕은 계속 백제와 충돌하였다. 375년(소수림왕 4년)에는 백제의 수곡성(水谷城)을 빼앗았으며, 376년(소수림왕 5년) 음력 11월에는 백제의 3만 대군을 물리치고 북변(北邊)을 역습하였다.
377년(소수림왕 6년)에는 백제 근구수왕이 군사 3만명을 거느리고 평양성으로 재차 침공해 왔지만 막아내었고, 11월에 이를 보복하기 위해 남으로 백제를 정벌하였다. (→여·제 전쟁) 378년(소수림왕 7년) 극심한 가뭄이 든 상태에서 거란의 침략을 받아 8개 부락을 빼앗기기도 했다.

### 사망
384년(소수림왕 13년) 11월 사망하였다. 후사가 없이 서거하여 아우인 이련(伊連, 고국양왕)이 왕위를 계승하였다. 소수림(小獸林)에 묻혔으며 능묘에서 시호 소수림이 유래하였다.

## 가족 관계
- 아버지 : 고국원왕(故國原王, ? ~371) - 제 16대 국왕
- 어머니 : 미상
  - 왕후 : 없음
- 동생 : 고국양왕 (故國壤王, ? ~ 391년) - 제 18대 국왕

## 기년, 연호
| 소수림왕 | 원년   | 2년    | 3년    | 4년    | 5년    | 6년    | 7년    | 8년    | 9년    | 10년   | 11년   | 12년   | 13년   | 14년   |
| 서력     | 371년  | 372년  | 373년  | 374년  | 375년  | 376년  | 377년  | 378년  | 379년  | 380년  | 381년  | 382년  | 383년  | 384년  |
| 단기     | 2704년 | 2705년 | 2706년 | 2707년 | 2708년 | 2709년 | 2710년 | 2711년 | 2712년 | 2713년 | 2714년 | 2715년 | 2716년 | 2717년 |
| 간지     | 신미   | 임신   | 계유   | 갑술   | 을해   | 병자   | 정축   | 무인   | 기묘   | 경진   | 신사   | 임오   | 계미   | 갑신   |

## 대중 문화속에 나타나는 소수림왕
- 《태왕사신기》 (MBC, 2007년~2007년, 배우:전성환)
- 《근초고왕》 (KBS, 2010년~2011년, 배우:진성, 아역: 정윤석)
- 《고구려》(이타, 10부작, 미완결, 작가:김진명)

## 같이 보기
- 백제
  - 근초고왕 (346년~375년)
  - 근구수왕 (375년~384년)
- 신라
  - 내물 마립간 (356년~402년)
- 가야
  - 이시품왕 (346년~407년)